# حمله انتحاری آذر ۱۳۹۵ کابل
حمله انتحاری قوس ۱۳۹۵ کابل حمله ای است که در تاریخ ۱ قوس/آذر ۱۳۹۵ در روز اربعین در مسجد باقرالعلوم واقع در منطقه هزاره نشینِ دشت برچی کابل رخ داد، که در نتیجه آن ۳۲ تن کشته و ۶۴ تن دیگر زخمی شدند. تمامی قربانیان این حمله را غیر نظامیان تشکیل می‌داد.

## جزئیات
حمله انتحاری در حوالی ساعت ۱۲:۱۸ روز ۱ قوس/آذر ۱۳۹۵ که همزمان با روز اربعین است در مسجد باقرالعلوم منطقه دشت برچی کابل و در هنگام عزاداری در آن مکان رخ داد. مهاجم انتحاری با حضور در بین جمعیت خود را منفجر کرد. تمامی قربانیان این حمله را غیر نظامیان تشکیل می‌دهد و در میان کشته‌ها و زخمیان کودکان نیز دیده می‌شود. پس از این حمله ۴ نفر از مسئولان حوزه ششم امنیتی کابل برکنار شدند.

## واکنش‌ها
- محمد اشرف غنی رئیس‌جمهور افغانستان حمله به نمازگزاران و عبادت‌کنندگان در مسجد باقرالعلوم را به شدیدترین الفاظ تقبیح کرد.[۶]
- عبدالله عبدالله رئیس اجرائیه کشور در پیامی، این حمله را فجیعانه و وحشیانه و برخلاف ارزش‌های اسلامی و انسانی و بدون در نظر داشت حرمت و قداست خانه خدا دانست و این اقدام تروریستان را نشان از پایبند نبودن آنان به هیچ دین و قانون دانست.[۶]
- حامد کرزی این حمله تروریستی را تقبیح، نابخشودنی و دور از انسانیت را کار دشمنان افغانستان و خلاف تمام موازین و ارزش‌های اسلامی و بشری خواند.[۶]
- سرور دانش ضمن انتقاد از عملکرد نیروهای امنیتی، خواستار حفظ وحدت میان مذاهب در افغانستان شد. وی این بمبگذاری انتحاری را «عمل ضدانسانی و از مصادیق بارز جنایت علیه بشریت» خواند.[۱]
- کمیسیون حقوق بشر سازمان ملل متحد این حمله تروریستی را جنایت جنگی خواند.[۴]
- سازمان عفو بین‌الملل این حمله را «جنایتکارانه» خواند.[۴]
- شورای علمای شیعه ضمن تأکید بر وحدت مذاهب در افغانستان این حمله را «عمل ددمنشانه و بزدلانه» دانست.[۴]
- یوناما این حمله را «بی رحمانه» توصیف و آن را مغایر قوانین بین‌المللی دانست.[۴]
- سفارت آمریکا این حمله را نشانه بی‌توجهی دشمنان صلح و پیشرفت افغانستان نسبت به مدارای دینی و همبستگی همگانی دانست.[۴]

## مسئولیت
داعش مسئولیت حمله به این مسجد را بر عهده گرفت.